# Sascha Kolowrat-Krakowsky
Sascha Kolowrat-Krakowsky, nome con cui era conosciuto Alexander Joseph Graf Kolowrat-Krakowsky, (Glen Ridge, 29 gennaio 1886 – Vienna, 4 dicembre 1927), è stato un produttore cinematografico austriaco.
Pioniere del cinema muto, fu uno dei fondatori dell'industria cinematografica austriaca.

## Biografia
Sascha (diminutivo di Alexander) Kolowrat-Krakowsky nacque nel New Jersey, a Glen Ridge, dal conte Leopold Philipp von Kolowrat-Krakowsky e da Nadine Freiin von Huppmann-Valbella, figlia di un fabbricante di sigarette di Pietroburgo. Il motivo per cui i von Kolowrat si trovavano negli Stati Uniti viene chiarito dal conte Colloredo-Mannsfeld: in una lettera, inviata il 30 marzo 1984 al critico cinematografico austriaco Walter Fritz, il conte spiega che suo nonno Leopold dovette scegliere la strada dell'esilio dopo aver ucciso in duello un principe Auersperg che aveva insultato sua moglie.
Oltre a Sascha, i Kolowrat-Krakowsky ebbero altri tre figli: Bertha, Friedrich e Heinrich. Sascha, che parlava correntemente diverse lingue, studiò in Belgio, all'Università Cattolica di Lovanio, diventando membro dell'Associazione Studentesca Cattolica K.A.V. Servì nelle forze armate. Nel 1909, incontrò a Parigi Charles Pathé: il suo entusiasmo per le corse automobilistiche e motociclistiche, il volo e la mongolfiera, si riversò anche sul cinema. Unendo le sue passioni, filmò una gara automobilistica sul Semmering.

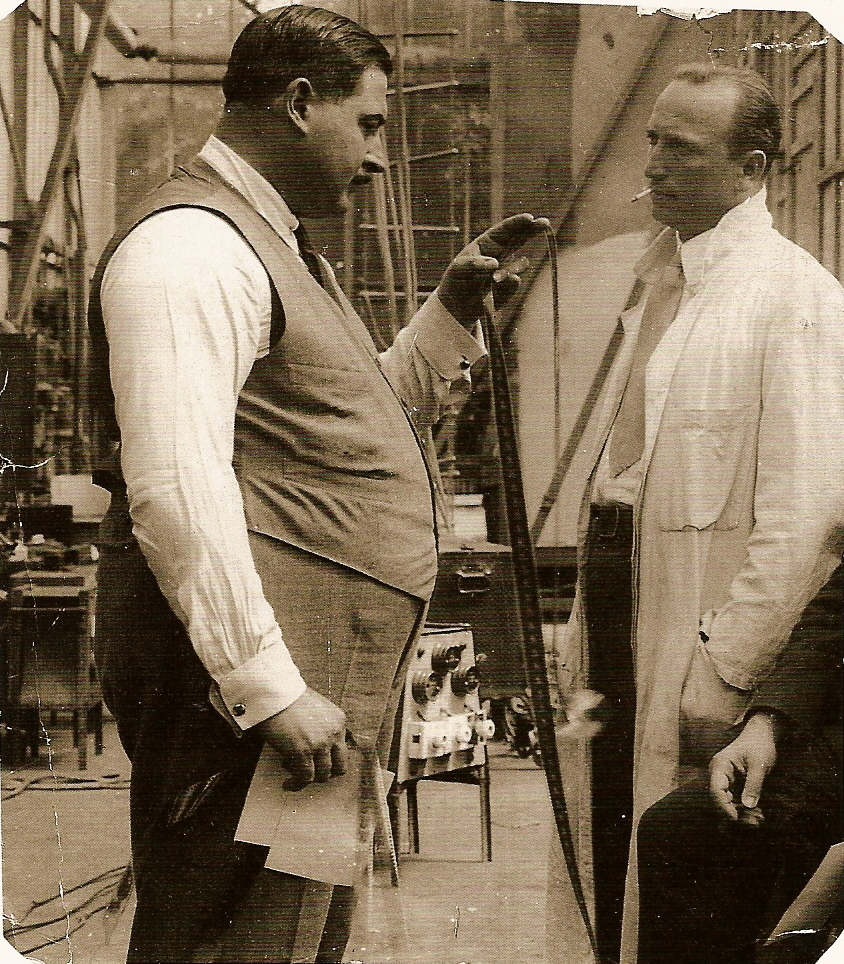
Kolowrat-Krakowsky al lavoro (1915 o 1916)

Dopo la morte del padre nel 1910, ereditò i suoi possedimenti in Boemia. Fondò allora la Sascha Film Fabrik, impiantando un laboratorio nei cortili del castello di Groß Meierhöfen (attuale Velké Dvorce) a Pfraumberg. Nel 1912, si trasferì a Vienna dove, nel 1913, fondò a Brigittenau la Sascha Film. Uno dei primi film prodotti dalla compagnia viennese fu il documentario Die Gewinnung des Erzes am steirischen Erzberg in Eisenerz, sull'estrazione del ferro nelle miniere della Stiria. Nel 1915, Kolowrat-Krakowsky assunse la gestione della Filmexpositur del KPQ, l'ufficio stampa di propaganda durante la prima guerra mondiale. Carica che gli permise di salvare molti registi dal massacro della guerra, impiegandoli in produzioni cinematografiche di propaganda.
Nel 1916, il conte produttore costruì il primo grande studio nel quartiere di Sievering. Oltre a essere proprietario dalla Sascha Film, aveva comperato anche alcune sale cinematografiche. Al Prater di Vienna, a ovest della Rotonda, fece erigere nel 1920 la "Alt-London" (la "vecchia Londra"), simile alla vicina "Venedig in Wien" ("Venezia a Vienna"), il primo parco tematico della storia che era stato inaugurato il 18 maggio 1895.
Kolowrat-Krakowsky fu un pioniere del cinema austriaco, interessato a ogni tipo e genere di film. La punta più alta della sua produzione la raggiunse con il kolossal Sodom und Gomorrha e con Die Sklavenkönigin girati a Laaer Berg, a Favoriten, diretti entrambi da Mihaly Kertész, un giovane regista ungherese che, in seguito, emigrato a Hollywood, avrebbe preso il nome di Michael Curtiz, diventando uno dei più popolari registi americani. Tra gli altri registi che lavorarono alla Sascha Film, vanno ricordati Ernst e Hubert Marischka, Conrad e Robert Wiene, Alexander Korda e Gustav Ucicky.
Sascha Kolowrat-Krakowsky amava il cinema, la cultura, l'opera. A Praga, aveva un grande palazzo in piazza San Venceslao. Il suo amore per le auto da corsa lo portò a finanziare il progetto di Ferdinand Porsche di una Austro-Daimler (la sussidiaria austriaca della Daimler tedesca). Alla macchina venne dato il nome di Sascha-Wagen: nel 1922, l'auto partecipò alla Targa Florio guidata da Alfred Neubauer. Neubauer sarebbe in seguito diventato direttore sportivo della Mercedes-Benz.
Il 30 aprile 1923, Kolowrat aveva sposato la principessa Sophia Nikolajewna Troubetzkoy, un'emigrata russa. Il conte morì a Vienna il 4 dicembre 1927 per un cancro. Aveva quarantun anni. Alla fine di novembre, poco prima della sua morte, uscì in sala una delle sue ultime produzioni, Café Elektric, un film diretto da Gustav Ucicky e interpretato da Willi Forst e Marlene Dietrich.

## Riconoscimenti
Nel 1975, gli venne dedicata una strada a Favoriten, la Kolowratgasse.

## Filmografia
La filmografia è completa. Quando manca il nome del regista, questo non viene riportato nei titoli

### Produttore
- Pampulik kriegt ein Kind, regia di Alexander Kolowrat (1912)
- Der Schusterprinz, regia di Ernst Marischka (1915)
- Der Diebstahl, regia di Richard Löwenbein (1917)
- Wenn die Liebe auf den Hund kommt, regia di Richard Löwenbein (1917)
- Der Mann mit der Maske, regia di Hans Spalt (1917)
- Fred Roll, regia di Ernst Marischka (1918)
- Um ein Weib, regia di Ernst Marischka e Hubert Marischka (1918)
- Der Märtyrer seines Herzens, regia di Emil Justitz (1918)
- Das Nachtlager von Mischli-Mischloch, regia di Fritz Freisler (1918)
- Don Juans letztes Abenteuer, regia di Karl Heiland (1918)
- Der Mandarin, regia di Fritz Freisler (1918)
- Ihre beste Rolle, regia di H.K. Breslauer (1918)
- Das Baby, regia di H.K. Breslauer (1918)
- Der Umweg zur Ehe, regia di Fritz Freisler, Conrad Wiene e Robert Wiene (1919)
- Little Pitsch als Meisterdetektiv, regia di H.K. Breslauer (1919)
- Das verunglückte Erbe, regia di Friedrich Porges (1920)
- Prinz und Bettelknabe, regia di Alexander Korda (1920)
- Frau Dorothys Bekenntnis, regia di Michael Curtiz (1921)
- Sodom und Gomorrha, regia di Mihaly Kertész (1922)
- Pampulik hat Hunger, regia di Alexander Kolowrat (1923)
- Fräulein Frau, regia di Hans Theyer (1923)
- Namenlos, regia di Mihaly Kertész (Michael Curtiz) (1923)
- Die Sklavenkönigin, regia di Mihaly Kertész (1927)
- Pratermizzi, regia di Karl Leiter e Gustav Ucicky (1927)
- Tingel Tangel, regia di Gustav Ucicky (1927)
- Café Elektric, regia di Gustav Ucicky (1927)

### Regista
- Pampulik kriegt ein Kind - cortometraggio (1912)
- Pampulik als Affe - cortometraggio (1912)
- Kaiser Josef II. co-regia J.H. Groß - cortometraggio (1912)
- Pampulik hat Hunger - cortometraggio (1913)

### Attore / Aiuto regista
- Der Millionenonkel, regia di Hubert Marischka - attore e aiuto regia - cortometraggio (1913)

### Direttore della fotografia
- An Dalmatiens herrlichen Gestaden - cortometraggio (1912)